# 于风政
于风政（1956年9月—），山东临朐县人，北京师范大学法学博士，中国著名宪法学家，知名法学教育家。现任北京师范大学珠海分校党委副书记，法律与行政学院院长，北京师范大学政治学与国际关系学院教授兼博士生导师，同时兼任院属中国经济特区立法研究所所长 与“法学理论与公法教研室”主任。

## 社会兼职
- 珠海市人大常委会立法顾问[5]
- 广东省法学会法学教育研究委员会副主任委员[6]